# Академия ФК «Спартак»
Академия ФК «Спартак» им. Ф. Ф. Черенкова — московская футбольная детско-юношеская школа высшей категории.
Академия названа в честь выдающегося игрока московского «Спартака» — Фёдора Черенкова. Считается ведущей московской футбольной школой и одной из лучших в России; является неоднократным победителем и призёром внутрироссийских и международных соревнований по футболу различного масштаба.

## История

### Советские годы
Впервые юношеские команды «Спартака» обрели официальный статус в 1934 года, когда юношеские команды стали разыгрывать городское первенство, результаты которого учитывались в том числе и в клубном зачёте. Все игры детских команд проходили на Стадионе Юных пионеров (СЮП). В 1936 году по инициативе основателя «Спартака» Николая Старостина при клубе была создана группа подготовки из наиболее одарённых молодых футболистов. В 1937 году состоялся первый союзный турнир среди юношей — Кубок СССР среди школьников 1920—1921 годов рождения. В соревновании приняли участие более 4 тысяч команд, а в решающем матче юноши московского «Спартака» под руководством Владимира Горохова обыграли ленинградский «Судостроитель». Из команды-победительницы вышли такие мастера, как Олег Тимаков, Борис Соколов, Николай Климов, Александр Оботов и Владимир Дёмин.
С началом розыгрыша первенств СССР и появления команд мастеров юноши продолжали готовиться в составе клубных команд общества. Первые чёткие очертания футбольная школа «Спартака» получила уже после войны — в 1956 году при командах мастеров стали создаваться группы подготовки, которые в 1958 году получили статус детско-юношеских спортивных школ, тогда же начали разыгрывать первенство Москвы среди ДЮСШ. С 50-х годов школа «Спартак» стала занимать ведущие позиции в московском футболе. В 1952—1971 годах спартаковский клуб, которым руководил Владимир Степанов, 19 раз подряд побеждал в чемпионатах Москвы. Успешно выступали юные спартаковцы и на всесоюзной арене. Так, подопечные Константина Рязанцева трижды выигрывали всесоюзные чемпионаты в 1958, 1962 и 1963 гг. В 1976 году ДЮСШ «Спартак» преобразовали в Специализированную детско-юношескую школу олимпийского резерва (СДЮШОР). Позднее, «красно-белые» в разных возрастах становились лучшими в стране в 1967, 1992, 1993, 1997, 2000, 2001, 2002, 2003, 2004, 2006, 2011 гг.

### Наше время
С советских времён в ведении «Спартака» находился спортивный стадион на Ширяевом поле, где обосновалась детско-юношеская школа. Помимо футбола, там проходили занятия по теннису, хоккею с мячом.
В 1992 году по настоянию начальника «Спартака» Николая Старостина и главного тренера Олега Романцева школа была передана на баланс футбольного клуба. Раньше она принадлежала Московскому городскому совету общества «Спартак», а после его ликвидации некоторое время находилась в ведении профсоюзов.
15 октября 2009 года ФК «Спартак» совместно с «Лукойлом» открыли в Сокольниках новый футбольный комплекс Академии. Были построены три новых поля (из них два — с подогревом), заменено покрытие в крытом манеже ЦУСК «Спартак». Произведена полная реконструкция служебного здания: обустроены семь раздевалок, помещение для администрации, тренажёрный зал, баня, зал для теоретических занятий. Построен спортивный городок с площадкой для игры в теннис-бол и специальным вратарским уголком. Общая стоимость реконструкции составила около $40 млн.
В январе 2010 года спартаковская СДЮШОР получила новый, более высокий статус и стала именоваться «Академия „Спартак“ по футболу имени Ф. Ф. Черенкова». Идея назвать Академию именем легендарного футболиста принадлежит спартаковским ветеранам. Они составили официальное письмо на имя генерального директора клуба Валерия Карпина, которое подписали почти два десятка авторитетных спартаковцев.
По состоянию на 2018 год в академии занимается около 250 мальчиков разных возрастов. В штате сотрудников академии — 54 человека, в том числе 23 тренера и 4 селекционера. В среднем 75 % выпускников Академии становятся профессиональными футболистами — это лучший показатель в России. В 2018 году академия «Спартака» заняла 38-е место в Европе по числу воспитанников в европейских чемпионатах.
Команда «Академии „Спартака“» U-17 — участник проводящегося с сезона-2019/20 турнира Юношеской футбольной лиги.
30 октября 2018 года академия оказалась вовлечена в крупный скандал: в учреждении был выявлен случай заболевания гепатитом A среди детей. В ходе эпидемиологического расследования Роспотребнадзор обнаружил многочисленные нарушения в столовой академии, обслуживаемой ООО «Содексо ЕвроАзия», и приостановил деятельность академии на 35 дней.
В 2021 году руководство «Спартака» рассматривало вопрос переезда Академии в Тушино и вхождения её в состав масштабного проекта «Тушино-2018».
13 сентября 2023 года группа «Лукойл» завершила сделку по выкупу объектов на территории спортивного комплекса в Сокольниках, таким образом все поля и строения, в которых располагается Академия имени Ф. Ф. Черенкова были предоставлены для целей использования футбольным клубом «Спартак-Москва».

### Названия
- 1934—1956 год — Юношеская команда «Спартак» Москва
- 1956—1958 год — Группа подготовки при команде «Спартак» Москва
- 1958—1976 год — ДЮСШ «Спартак» Москва
- 1976—2010 год — СДЮШОР «Спартак» Москва
- С 1 января 2010 года — Академия «Спартак» им. Фёдора Черенкова[15]

## Руководство Академии
- Сергей Родионов — президент
- Дмитрий Сидоров — директор
- Евгений Пташкин — технический директор
- Татьяна Мосолова — главный бухгалтер
- Александр Судариков — руководитель селекционной службы
- Никита Карлицкий — главный врач

## Тренеры Академии

### Тренеры команд
- Олег Кужлев — старший тренер команды U-18 (2005 г. р.)
- Евгений Белов — тренер команды U-18 (2005 г. р.)
- Владимир Джубанов — старший тренер команды U-17 (2006 г. р.)
- Евгений Сидоров — старший тренер команды U-16 (2007 г. р.)
- Иван Григорьев — тренер команды U-16 (2007 г. р.)
- Елена Терехова — старший тренер женской команды U-16
- Маргарита Ерёмина — тренер женской команды U-16
- Алексей Мелёшин — старший тренер команды 2008 г. р., тренер команды 2011 г. р.
- Владислав Босинзон — тренер команды 2008 г. р., старший тренер команды 2011 г. р.
- Алексей Леонов — старший тренер команды 2009 г. р., тренер команды 2012 г. р.
- Егор Горобцов — тренер команды 2009 г. р., тренер команды 2012 г. р.
- Антон Буренков — старший тренер команды 2010 г. р., тренер команды 2013 г. р.
- Алексей Игнатов — тренер команды 2010 г. р., старший тренер команды 2013 г. р.
- Александр Гришин — старший тренер команды 2012 г. р., тренер команды 2013 г. р.
- Борис Поздняков — тренер по работе с защитниками

### Тренеры вратарей
- Артём Макаров — тренер вратарей команды U-18 (2005 г. р.)
- Юрий Щербаков — тренер вратарей команды U-17 (2006 г. р.), U-16 (2007 г. р.)
- Григорий Меликов — тренер вратарей команд 2008 и 2010 гг. р.
- Максим Кабанов — тренер вратарей команд 2009 и 2012 гг. р.
- Ринат Дасаев — тренер вратарей команды 2011 и 2013 гг. р.
- Кристина Слащинина — тренер вратарей женской команды U-16

### Тренеры по физической подготовке
- Анатолий Нежелев — тренер по физической подготовке команды U-18 (2005 г. р.)
- Ольга Смирнова — тренер по физической подготовке команды U-17 (2006 г. р.)
- Анна Попова — тренер по физической подготовке команд U-16 (2007 г. р.)
- Арсений Голод — тренер по физической подготовке команды 2008 и 2011 гг. р.
- Денис Петренко — тренер по физической подготовке команд 2009 и 2010 гг. р.
- Павел Караваев — тренер по физической подготовке команд 2012 г. р. и женской команды U-16

## Клубы, связанные со школой
- «Спартак»
- «Спартак-2»

## Стадионы
- Манеж ЦУСК «Спартак»
- ЦУСК «Спартак» (поле № 1)
- ЦУСК «Спартак» (поле № 4)